# Cupa Europeană EHF Masculin
Cupa Europeană EHF Masculin este o competiție de handbal din Europa. Este cea de-a treia competiție a handbalului european de cluburi, după Liga Campionilor EHF și Liga Europeană EHF. Fondată în 1993 ca EHF City Cup, competiția a fost redenumită EHF Challenge Cup în 2000, înainte de a-și adopta numele actual în 2020.

## Câștigătorii
| An              |                                    | Finala                             | Finala                             | Finala                             |                                    | Semifinaliste                      | Semifinaliste |
| An              | Campioana                          | Scor                               | Finalista                          |                                    |                                    |                                    |               |
| --------------- | ---------------------------------- | ---------------------------------- | ---------------------------------- | ---------------------------------- | ---------------------------------- | ---------------------------------- | ------------- |
| 2000/01 Detalii | RK Jugovic Kać                     | 27-27 26-22                        | Pfadi Winterthur                   | SSV Forst Brixen                   | WKS Slask Wroclaw                  |                                    |               |
| 2001/02 Detalii | Skjern Handball                    | 20-27 34-17                        | RK Pelister                        | Frederiksberg IF                   | US d'Ivry Handball                 |                                    |               |
| 2002/03 Detalii | Skjern Handball                    | 27-30 35-25                        | Filippos Verias                    | US Créteil Handball                | IK Sävehof                         |                                    |               |
| 2003/04 Detalii | IFK Skövde HK                      | 20-21 27-24                        | US Dunkerque HB                    | HC Municipal Constanța             | Generali Pallamano Trieste         |                                    |               |
| 2004/05 Detalii | Wacker Thun                        | 29-24 26-29                        | ABC Braga                          | HC Superfund Hard                  | TSV St. Otmar St. Gallen           |                                    |               |
| 2005/06 Detalii | Steaua MFA București               | 21-26 34-27                        | SC Horta                           | Agram-Medvescak Zagreb             | BSV Bern Muri                      |                                    |               |
| 2006/07 Detalii | UCM Reșița                         | 26-26 36-36                        | Drammen HK                         | MKS Zaglebie Lubin                 | Locomotiv-Polyot Cheljabinsk       |                                    |               |
| 2007/08 Detalii | UCM Reșița                         | 28-29 26-18                        | Alpla Hard                         | Benfica Lisbon                     | Pfadi Winterthur                   |                                    |               |
| 2008/09 Detalii | UCM Reșița                         | 25-27 25-20                        | CSU Bucovina Suceava               | Besiktas JK                        | BSV Bern Muri                      |                                    |               |
| 2009/10 Detalii | Sporting Clube de Portugal         | 27-25 27-26                        | MMTS Kwidzyn                       | RD Slovan                          | Bologna United                     |                                    |               |
| 2010/11 Detalii | RK Cimos Koper                     | 27-27 31-27                        | S.L. Benfica                       | Știința Municipal Dedeman Bacău    | Partizan Dunav Osiguranje          |                                    |               |
| 2011/12 Details | AC Diomidis Argous                 | 26–23 20–22                        | Wacker Thun                        | Sporting CP                        | Maccabi Tel Aviv                   |                                    |               |
| 2012/13 Details | SKA Minsk                          | 31–26 32–24                        | Handball Esch                      | IL Runar                           | CSU Bucovina Suceava               |                                    |               |
| 2013/14 Details | IK Sävehof                         | 37–26 [A]                          | RK Metaloplastika Šabac            | KS Azoty-Puławy                    | Águas Santas                       |                                    |               |
| 2014/15 Details | HC Odorheiu Secuiesc               | 28–32 32–25                        | ABC/UMinho                         | Benfica                            | Stord                              |                                    |               |
| 2015/16 Details | ABC/UMinho                         | 28–22 25–29                        | Benfica                            | Dukla Prague                       | FyllingenBergen                    |                                    |               |
| 2016/17 Details | Sporting CP                        | 37–28 30–24                        | AHC Potaissa Turda                 | JMS Hurry-Up                       | Valur                              |                                    |               |
| 2017/18 Details | AHC Potaissa Turda                 | 33–22 26–27                        | AEK Athens                         | IBV Vestmannaeyjar                 | Madeira Andebol SAD                |                                    |               |
| 2018/19 Details | CSM București                      | 22–22 26–20                        | Madeira Andebol SAD                | HC Neva SPb                        | AEK Athens                         |                                    |               |
| 2019/20 Details | Cancelled due to COVID-19 pandemic | Cancelled due to COVID-19 pandemic | Cancelled due to COVID-19 pandemic | Cancelled due to COVID-19 pandemic | Cancelled due to COVID-19 pandemic | Cancelled due to COVID-19 pandemic |               |

### Cupa Europeană EHF
| 2020–21 Detalii | AEK Athens | 30–26 24–20 | Ystads           | Gorenje Velenje  | Anorthosis Famagusta |
| 2021–22 Detalii | Nærbø      | 29–25 27–26 | Minaur Baia Mare | Drammen          | Alingsås             |
| 2022–23 Detalii | Vojvodina  | 30–23 25–23 | Nærbø            | Runar Sandefjord | Alingsås             |
| 2023–24 Detalii | Valur      | 30–26 32–35 | Olympiacos       | Ferencvárosi     | Minaur Baia Mare     |

## Statistici

### Pe club
| Echipa                     | Câștigător | Locul 2 | Anii câștigării  | Anii locului 2 |
| -------------------------- | ---------- | ------- | ---------------- | -------------- |
| UCM Reșița                 | 3          | 0       | 2007, 2008, 2009 |                |
| Skjern Handball            | 2          | 0       | 2002, 2003       |                |
| RK Jugovic Kać             | 1          | 0       | 2001             |                |
| IFK Skövde HK              | 1          | 0       | 2004             |                |
| Wacker Thun                | 1          | 0       | 2005             |                |
| Steaua MFA București       | 1          | 0       | 2006             |                |
| Sporting Clube de Portugal | 1          | 0       | 2010             |                |
| RK Cimos Koper             | 1          | 0       | 2011             |                |
| Pfadi Winterthur           | 0          | 1       |                  | 2001           |
| RK Pelister                | 0          | 1       |                  | 2002           |
| Filippos Verias            | 0          | 1       |                  | 2003           |
| US Dunkerque HB            | 0          | 1       |                  | 2004           |
| ABC Braga                  | 0          | 1       |                  | 2005           |
| SC Horta                   | 0          | 1       |                  | 2006           |
| Drammen HK                 | 0          | 1       |                  | 2007           |
| Alpla Hard                 | 0          | 1       |                  | 2008           |
| CSU Bucovina Suceava       | 0          | 1       |                  | 2009           |
| MMTS Kwidzyn               | 0          | 1       |                  | 2010           |
| S.L. Benfica               | 0          | 1       |                  | 2011           |

### Pe țară
| Țara              | Câștigător | Locul 2 | Finale |
| ----------------- | ---------- | ------- | ------ |
| România           | 4          | 1       | 5      |
| Danemarca         | 2          | 0       | 2      |
| Portugalia        | 1          | 3       | 4      |
| Elveția           | 1          | 1       | 2      |
| Suedia            | 1          | 0       | 1      |
| Serbia-Muntenegru | 1          | 0       | 1      |
| Slovenia          | 1          | 0       | 1      |
| Macedonia         | 0          | 1       | 1      |
| Grecia            | 0          | 1       | 1      |
| Franta            | 0          | 1       | 1      |
| Austria           | 0          | 1       | 1      |
| Polonia           | 0          | 1       | 1      |
| Norvegia          | 0          | 1       | 1      |

1. ↑  „EHF Champions League – Latest News and Results | EHF”.